# Constance av Ungern

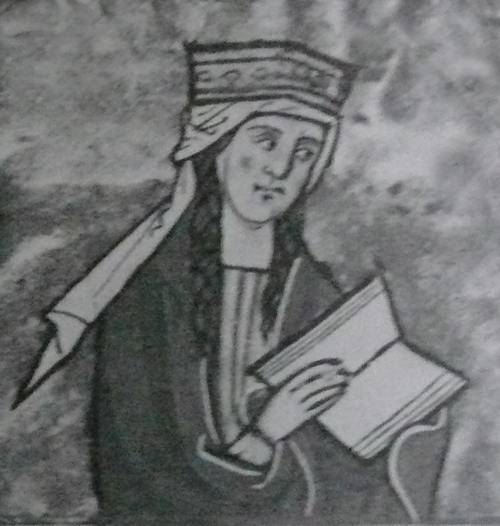
Constance av Ungern

Constance av Ungern, född 1180, död 1240, var en drottning av Böhmen; gift 1199 med kung Ottokar I av Böhmen. 
Äktenskapet hade arrangerats för att Ottokar efter att han bestigit tronen ville ha en fru från ett kungahus. Maken hade dock inte fått sin skilsmässa från sin första fru helt godkänd, och år 1205 återvände hans förra fru till Böhmen. Constance tvingades då flytta från hovet, men bodde kvar i Prag och födde sedan en son. Hennes äktenskap förklarades samma år som giltigt. Som änkedrottning införde hon cisteciensorden till Böhmen och agerade medlare mellan sin son och hans bröder.   